# Antiguidade Clássica
A antiguidade clássica (também chamada de era clássica, período clássico ou idade clássica) é o período da história cultural entre os séculos VIII a.C. e V d.C. centrado no mar Mediterrâneo, compreendendo as civilizações entrelaçadas da Grécia antiga e da Roma antiga conhecidas como o mundo greco-romano. É o período em que a sociedade grega e romana floresceu e exerceu grande influência em toda a Europa, norte de África e Ásia ocidental.
Convencionalmente, é considerado que teve início com a mais antiga poesia épica grega de Homero (séculos VIII e VII a.C.), e continuou através do surgimento do cristianismo e da queda do Império Romano do Ocidente (século V d.C.). Termina com a dissolução da cultura clássica no final da Antiguidade tardia (300-600), misturando-se à Idade Média (600-1000). Uma amostragem tão ampla da história e do território abrange muitas culturas e períodos díspares. A antiguidade clássica também pode se referir a uma visão idealizada entre as pessoas posteriores do que era, nas palavras de Edgar Allan Poe, "a glória que era a Grécia e a grandeza que era Roma".
A cultura dos gregos antigos, juntamente com algumas influências do antigo Oriente Próximo, foi a base da arte, filosofia, sociedade e ideais educacionais, até o período imperial romano. Os romanos preservaram, imitaram e espalharam sobre a Europa esses ideais até que pudessem rivalizar competitivamente com a cultura grega, à medida que a língua latina se difundia e o mundo clássico se tornava bilíngue, grego e latim. Esta fundação cultural greco-romana influenciou imensamente a língua, política, direito, sistemas educacionais, filosofia, ciência, guerra, poesia, historiografia, ética, retórica, arte e arquitetura do mundo moderno. Dos fragmentos sobreviventes da antiguidade clássica, um movimento de reavivamento foi gradualmente formado a partir do século XIV que passou a ser conhecido mais tarde na Europa como o Renascimento, e novamente ressurgiu durante vários reavivamentos neoclássicos nos século XVIII e XIX.

## Arte da Antiguidade Clássica
Na Antiguidade Clássica não se vislumbrava qualquer diferenciação entre arte e técnica.
A téchnē grega, bem como a ars latina referiam-se não só a uma habilidade, é um saber fazer, a uma espécie de conhecimento técnico, mas também ao trabalho, à profissão, ao desempenho de uma tarefa. O técnico era aquele que executava um trabalho, fazendo-o com uma espécie de perfeição ou estilo, em virtude de possuir o conhecimento e a compreensão dos princípios envolvidos no desempenho.
Sempre associada ao trabalho dos artesãos, a arte era susceptível de ser aprendida e aperfeiçoada, até se tornar uma competência especial na produção de um objeto. Por não resultarem apenas de uma competência ou mestria obtidas por aprendizagem, mas sobretudo do bafejo de um talento pessoal, a composição musical e a poesia não faziam parte da arte. Esta arte vinha principalmente da parte dos Romanos.